# Prisika
Prisika (madžarsko Peresznye, nemško Prössing) je vas na Madžarskem, ki upravno spada pod okrožje Kőszeg Železne županije. Na Prisiki je služil Jožef Ficko, pisatelj gradiščanskih Hrvatov, rojen na Boreči (Prekmurje).